# Chlapci z Pavelské ulice
Chlapci z Pavelské ulice (maďarsky A Pál utcai fiúk) je kniha pro mládež maďarského spisovatele Ference Molnára, která vyšla poprvé roku 1907.
Kniha se brzy po svém vydání stala velmi populární a byla přeložena do mnoha jazyků. V češtině vyšla i pod názvem Hoši z Pavelské ulice nebo Hoši z naší ulice.

## Obsah románu

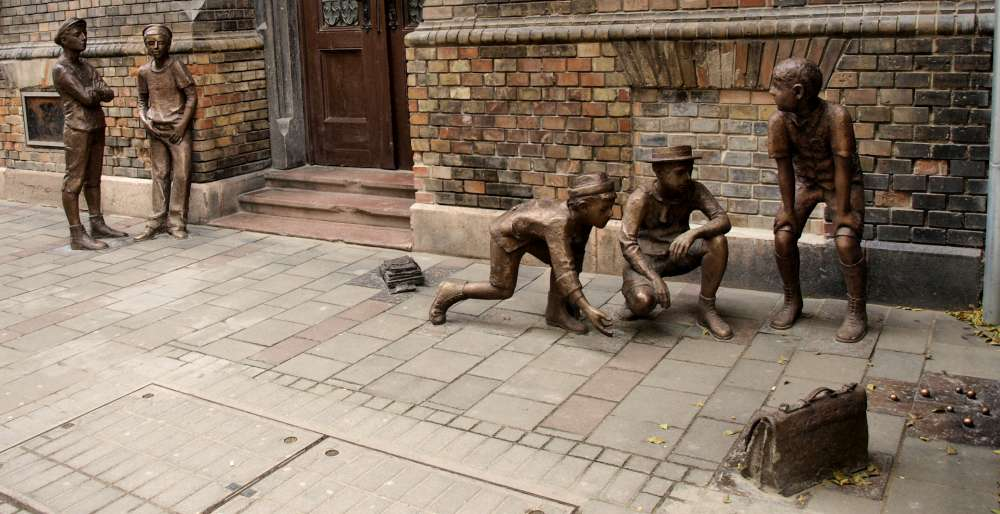
Sousoší na Budapešťské ulici inspirované románem

Děj knihy se odehrává v budapešťské čtvrti Józsefváros někdy kolem roku 1900. Ústředním motivem je boj dvou chlapeckých part o volný plácek na rohu Pavelské (Pál utca) a Mariánské (Mária utca) ulice. Po napínavých zápletkách, ve kterých každá skupina slídí po záměrech skupiny druhé, dojde k "válce", kterou Pavelští vyhrají. Jejich radost však nemá dlouhé trvání. Nejmenší člen jejich party, který se překvapivě nejvíce zasloužil o jejich vítězství, je při šarvátkách hozen do studené vody, nebezpečně se nastydne a zemře. A Pavelští se pak ještě dozví že plácek je vlastně parcela, na které se bude zakrátko stavět činžovní dům.

## Inspirační vlivy pro další autory
Kniha se stala přímou i nepřímou inspirací pro celou řadu dalších literárních děl v mnoha zemích.
Knihu na podobný námět napsal a v roce 1944 vydal například český spisovatel Leopold Němeček pod názvem Kluci z Arnoldské ulice. Kromě podobného názvu a zápletky z prostředí klukovské party však s původním maďarským románem nemá nic mnoho společného. Němeček navíc v úvodu své knihy píše, že byl k psaní inspirován skutečnými příhodami brněnské party kluků ze svých dětských let.
Spekuluje se rovněž o tom, do jaké míry Molnárova kniha ovlivnila spisovatele Jaroslava Foglara při psaní jeho stínadelské trilogie. Zatímco J. Zachariáš dává této možnosti nechává poměrně velký prostor, M. Dvorský se k ní na základě dalších argumentů staví spíše záporně.

## Filmové adaptace
- A Pál utcai fiúk (1924), maďarský němý film, režie Béla Balogh.
- A Pál utcai fiúk (1929), maďarský němý film, režie Béla Balogh.
- No Greater Glory (1934, americký film, režie Frank Borzage.
- I ragazzi della via Paal (1935), italský film, režie Alberto Mondadori a Mario Monicelli.
- A Pál utcai fiúk (1969), maďarský film, režie Zoltán Fábri.
- I ragazzi della via Paal (2003), italský televizní film, režie Maurizio Zaccaro.
- A Pál utcai fiúk (2005), maďarský televizní film, režie Ferenc Török

## Česká vydání
- Hoši z Pavelské ulice, Karel Nosek, Praha 1930, přeložil Gustav Narcis Mayerhoffer.
- Hoši z naší ulice, Josef R. Vilímek, Praha 1935, přeložil Zdeněk Hobzík.
- Chlapci z Pavelské ulice, SNDK, Praha 1958, přeložil Ladislav Hradský, znovu 1963 a 1967.
- Chlapci z Pavelské ulice, Olympia, Praha 1971, přeložil Ladislav Hradský.